# 후루카와 다카하루
후루카와 다카하루(일본어: 古川 高晴, 1984년 8월 9일~)는 일본의 양궁 선수이다. 

## 경력
아오모리시 출신이다. 긴키 대학에서 수학했다.
후루카와는 2002년에 처음으로 일본 국가대표로 선발되었고, 아테네에서 열린 2004년 하계 올림픽에 출전하여 단체전에서 8강, 개인전에서 32강에서 탈락하였다. 베이징에서 열린 2008년 하계 올림픽에서는 개인전 1회전에서 탈락했다. 
런던에서 열린 2012년 하계 올림픽에서는 랭킹라운드에서 5위에 올랐고, 단체전 8강에서 미국에 패했으나, 개인전에서는 결승까지 올라 대한민국의 오진혁에 이어 은메달을 획득했다.
2021년 도쿄에서 열린 2020년 하계 올림픽에서 개인전과 단체전 모두 동메달을 획득하였다.